# Róg myśliwski
Róg myśliwski, róg sygnałowy, róg – instrument muzyczny dęty, sygnałowy, wykonany z rogu zwierzęcego – tura, żubra lub bydła domowego, niekiedy z kości lub metalu. Prototyp rogu naturalnego z XVIII wieku, który później rozbudowany został do rogu wentylowego (waltorni). Służy do wabienia byków jeleni w okresie rykowiska; dawniej był używany także do dawania sygnałów na polowaniu, znajdował zastosowanie w pasterstwie oraz wojskowości, grali na nim wędrowni muzykanci i żonglerzy.

## Historia

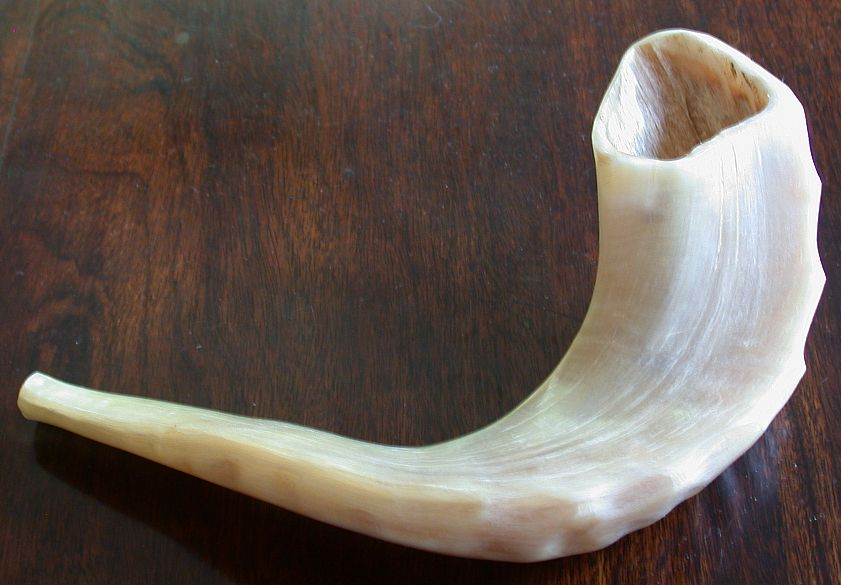
Szofar

Pierwsze rogi budowano ze znajdowanych rogów zwierząt kopytnych, wydrążonych zębów, kości, drzewa, a następnie – na wzór kształtów rogów zwierzęcych – z blachy.
Pochodzące z Mezopotamii inskrypcje sumeryjskiego kapłana-króla Gudei wzmiankują instrument o nazwie si-im – róg bydlęcy. Spis darów ofiarowanych ok. 1400 p.n.e. egipskiemu faraonowi Amenhotepowi III przez króla Tuszrattę wymienia 40 pozłacanych rogów, część wysadzanych kamieniami szlachetnymi, z czego siedemnaście nazywa wyraźnie bawolimi. Wizerunek krótkiego i grubego rogu przedstawiony jest na płaskorzeźbie pochodzącej z ok. 1250 p.n.e. z miasta Karkemisz. Od czasów Gudei, różne źródła wspominają si, dodając czasami określenie metalu (niekiedy złota).
Z epoki koczowniczej Hebrajczków pochodzi używany współcześnie w judaizmie szofar – instrument wykonywany z rogu koziego lub baraniego. Sporządza się go zmiękczając parą, spłaszczając i wygniatając.

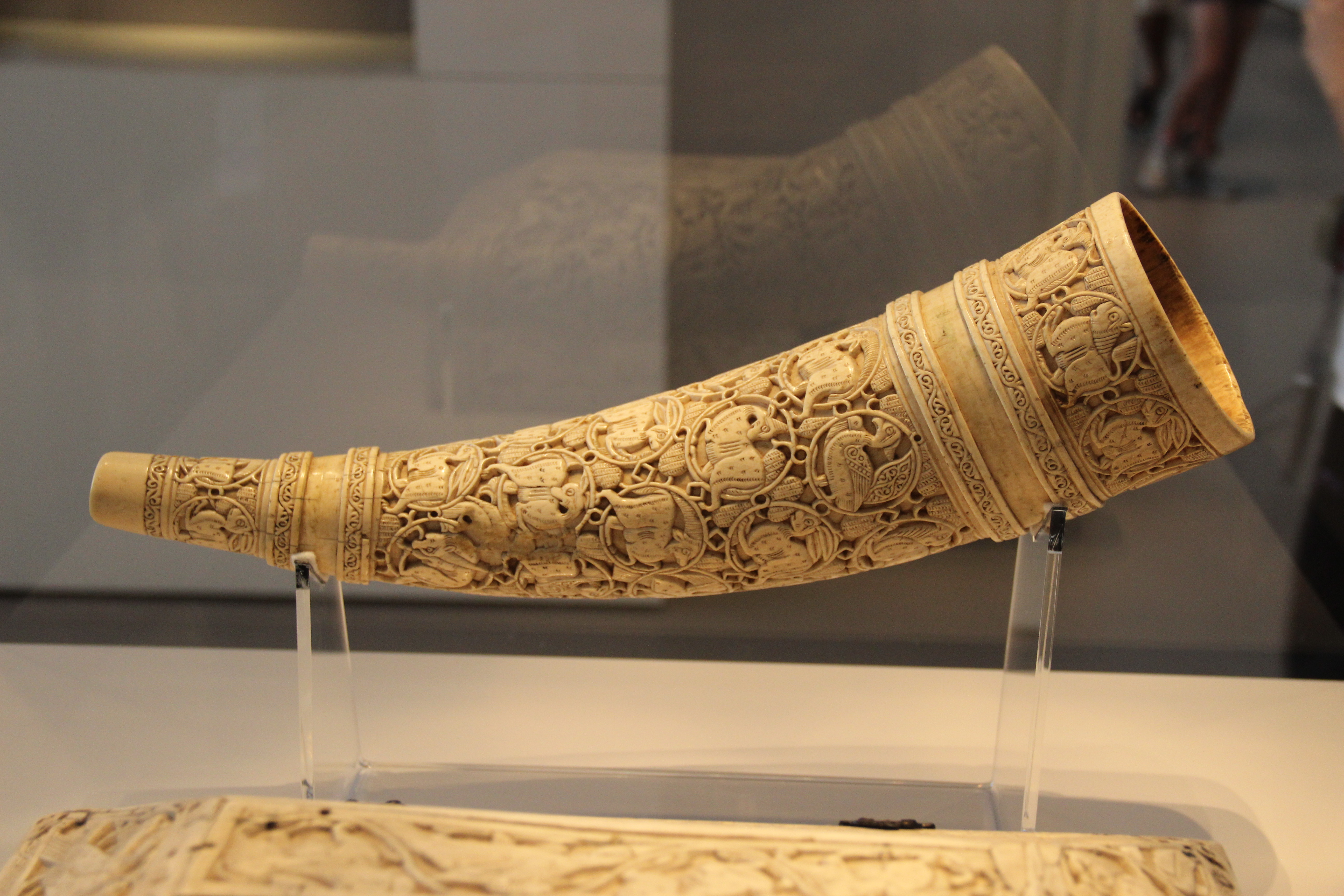
Olifant

W Europie zwierzęce rogi używane były od wczesnego średniowiecza przez wojowników, myśliwych i strażników – ich wizerunki zachowały się do czasów współczesnych w ikonografii. Wykopaliska natomiat nie dostarczyły żadnych dowodów – powodem jest szybki rozkład pustych rogów w ziemi. W X wieku z Bizancjum, i jako trofeum z wypraw wojennych do Afryki, dotarł do Europy olifant – róg wykonany z ciosu słonia. W Afryce miał zadęcie boczne, w Bizancjum i w Europie podłużne. W Europie stał się częścią obowiązkowego ekwipunku rycerskiego. W Afryce był instrumentem królewskim, stanowiącym insygnium władzy królów i wodzów, a w Europie – wyłącznym i wysoko cenionym atrybutem książąt i rycerstwa. Wykonany z rogu tura róg myśliwski króla Zygmunta III Wazy w wyniku grabieży w XVII wieku znajduje się w muzeum w Sztokholmie. Dla pasterzy i żołnierzy najemnych przeznaczone były drewniane rogi wojskowe oraz małe metalowe rogi sygnałowe o formie półkolistej i wyraźnie hiperbolicznym profilu.

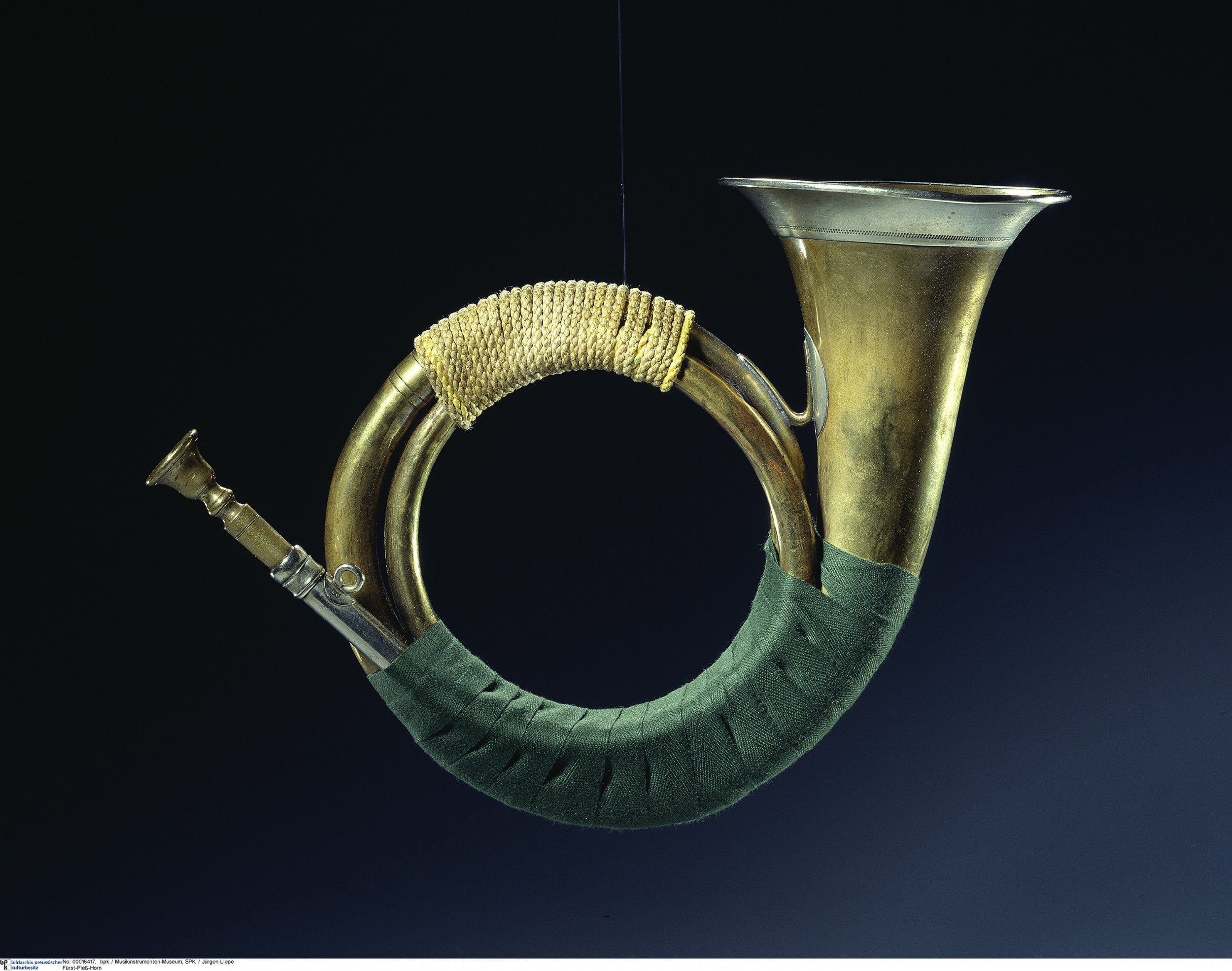
Współczesna forma rogu sygnałowego nazywanego myśliwskim

W XIV wieku pojawiły się rogi sygnałowe o wyraźnie większej długości i ślimakowatym kształcie. Dały one początek rogowi pocztowemu, używanemu w XVI i XVII wieku przez pocztylionów, oraz większemu, opracowanemu w XVIII wieku i używanemu w orkiestrach rogowi leśnemu, czyli naturalnej waltorni. Teoretyk muzyki Marin Mersenne opisał i zilustrował kilka typów rogu myśliwskiego w traktacie Harmonie universelle z 1636. Znalazły się tam zarówno typowy róg zwierzęcy, jak i trąbka pocztowa z jednym zwojem oraz ślimakowata sygnałówka. Przekształcenie rogu o kształcie odzwierzęcym do naturalnego (waltorniowego) odbyło się niezależnie w różnych regionach Europy. Curt Sachs – twórca nowoczesnej instrumentologii – napisał: „W Anglii instrument określano nazwą French horn (róg francuski), ponieważ tam jakoby miało dokonać się to przekształcenie; inne źródła utrzymują, że we Francji był on rzadkością przyjętą w «ostatnim czasie» i że zwano go tam cor allemand (róg niemiecki)”. Wynalazcą francuskiej wersji, nazywanej od jego nazwiska rogiem dampierowskim, był Marc-Antoine de Dampierre.
Współcześnie rogiem myśliwskim nazywa się zarówno instrumenty wykonywane z rogów zwierzęcych, jak i blaszane instrumenty formą przypominające róg bawoli oraz trąbkę pocztową. W Polsce tradycja gry utrzymywana jest przez Polski Związek Łowiecki, który patronuje również festiwalom i konkursom, m.in. „Ogólnopolski Festiwal Muzyki Myśliwskiej”, „Ogólnopolski Konkurs Sygnalistów Myśliwskich”, „Pomorski Konkurs Sygnałów i Muzyki Myśliwskiej”, „Festiwal Kultury Łowieckiej”.

## Sfragistyka i heraldyka
Róg występuje na pieczęciach i herbach od początku istnienia państwowości polskiej; jest najczęściej pojawiającym się instrumentem muzycznym. Charakterystycznym motywem jest wizerunek stojącego na baszcie i dmącego w róg trębacza. Trzymany w rękach trębaczy instrument nazywany jest potocznie trąbą, ale współczesna instrumentologia zalicza go do rogów – jest to instrument prosty w budowie, cechuje się szeroką menzurą oraz zakrzywionym i konicznym profilem.

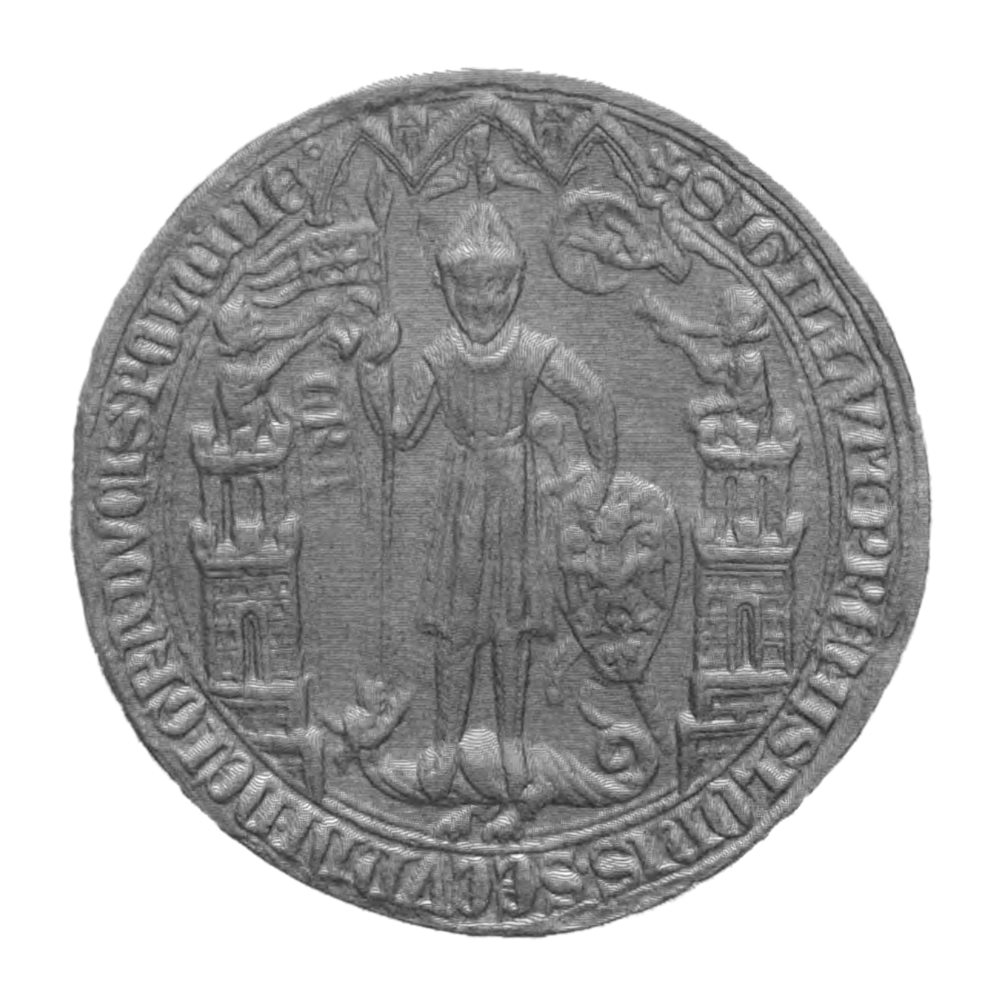
Pieczęć Przemysła II, 1290
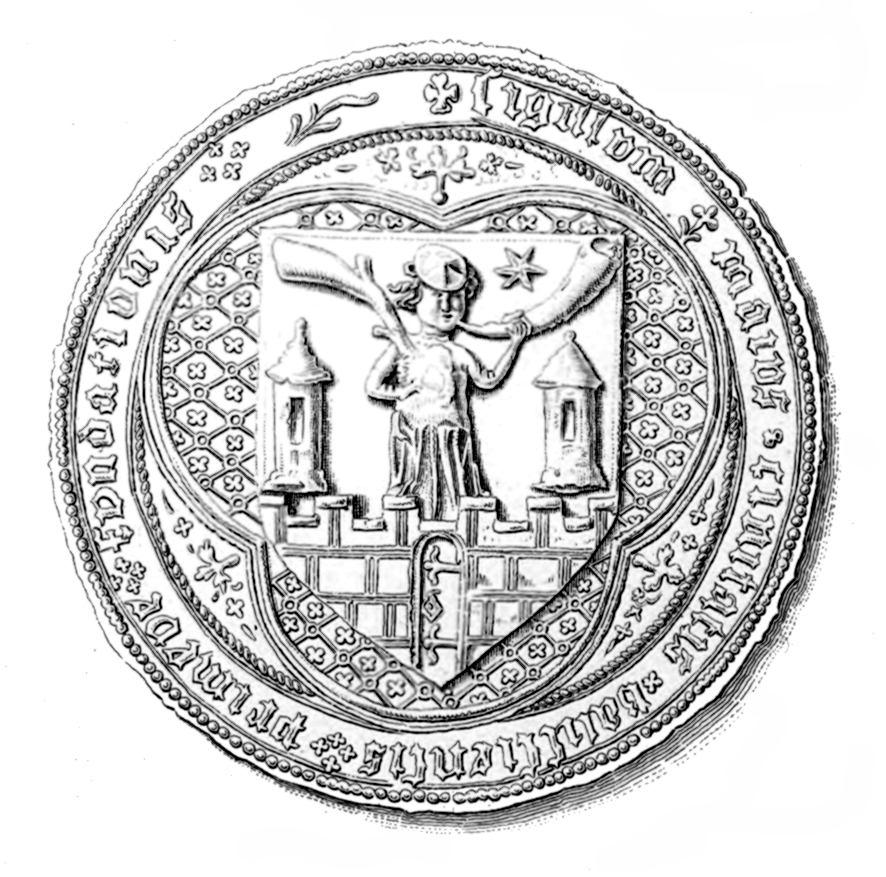
Pieczęć Kalisza, XV wiek
Herb Trąby
Herb Sycowa